# 縣道204號
縣道204號（朝陽－龍門），西起澎湖縣馬公市朝陽，東至澎湖縣湖西鄉龍門，全長共計10.876公里（公路總局資料）。

## 支線（已解編）

### 甲線
縣道204甲線（隘門－馬公機場），全長0.509公里，為馬公機場（今澎湖機場）之聯外道路，已於2009年6月26日公告解編。

## 行經行政區域
全線均位於澎湖縣境內。
| 鄉鎮 市區 | 地點 | 里程 （km） | 交會道路           | 備註          |
| --------- | ---- | ----------- | ------------------ | ------------- |
| 馬公市    | 朝陽 | 0.000       | 縣道203號 · 澎31線 | 公路起點 終點 |
| 馬公市    | 文澳 | －          | 澎28線             | 起點          |
| 馬公市    | 石泉 | －          | 澎23線             | 與共線起點    |
| 馬公市    | 石泉 | －          | 澎23線             | 與共線終點    |
| 馬公市    | 菜園 | －          | （地區道路）       |               |
| 馬公市    | 興仁 | －          | 縣道205號          | 終點          |
| 馬公市    | 興仁 | 3.523       | 縣道201號 · 澎22線 | 起點 終點     |
| 馬公市    | 烏崁 | －          | 澎25線             | 起點          |
| 馬公市    | 烏崁 | －          | 澎21線             | 終點          |
| 湖西鄉    | 隘門 | －          | 澎20線             | 終點          |
| 湖西鄉    | 隘門 | 7.040       | 澎13線             | 終點          |
| 湖西鄉    | 林投 | 7.700       | 澎19線             | 終點          |
| 湖西鄉    | 尖山 | －          | 澎17線             | 終點          |
| 湖西鄉    | 龍門 | 10.876      | 縣道202號          | 公路終點      |
| 共線      |      |             |                    |               |

## 沿線設施與景點
| - 澎湖縣立馬公國民中學 - 澎湖縣馬公市石泉國民小學 - 澎湖縣立中正國民中學 - 興仁水庫 - 澎湖縣馬公市興仁國民小學 - 澎湖機場 | - 隘門三聖殿 - 林投日軍上陸紀念碑 - 尖山顯濟殿 - 澎湖縣湖西鄉龍門國民小學 - 龍門安良廟 |